# Clopton Havers
Clopton Havers (Stambourne, Essex 24 de febrer de 1657 - 1702) va ser un metge anatomista anglès que va realitzar recerques pioneres sobre la microestructura de l'os. Es creu que va ser la primera persona que va observar i certament la primera que va descriure els denominats canals Haversians i les fibres de Sharpey.

## Biografia
El seu pare anomenat Henry es creu que va ser probablement un clergue no-conformista, natural d'Essex, que va servir com a capellà durant un temps al Comtat de Warwick i va ser vicari de Chipping Ongar al voltant de l'any 1643. Posteriorment el van designar ministre de Fifield (1649-50) i rector de Stambourne el 1651. Després de la restauració de Carles II d'Anglaterra el 1662, el van expulsar del ministeri per les seves opinions no-conformistes.
Va morir a Willingale, Essex el 1702 i va ser enterrat a al mateix Willingale Doe. S'havia casat amb Dorcas Fuller, filla de Thomas Fuller, el rector de Willingale. Almenys dos dels seus fills van morir joves.

## Formació
Clopton Havers va ser portat l'any 1657 i no se sap res de la seva educació primerenca només que Richard Morton va ser el seu professor particular, un altre no-conformista que havia servit com a capellà al New College d'Oxford. el van forçar a renunciar el seu lloc administratiu amb l'Acta d'Uniformitat de 1662 incorporant-se llavors a la professió mèdica.
El 1670 ell va rebre a grau del Doctor en Medicina per la Universitat d'Oxford i vuit anys més tard va ser triat un membre del Col·legi Reial de Metges (Royal College of Physicians). El 1668 es va matricular com a estudiant en el St Catharine's College (Cambridge), i va estudiar allí durant un temps. Va sortir de la universitat, no obstant això, sense graduar-s'hi. El 28 de juliol de 1684, va ser admès al col·legi de metges de Londres, amb llicència per exercir la medicina onsevulla a Anglaterra excepte a la ciutat de Londres o a set milles d'ella, amb la clàusula posterior que ell podria exercir a Oxford o Cambridge solament si aconseguia una llicència especial o si hi arribava a obtenir el seu grau de metge.
L'any següent, el 1685, Havers, segons el "àlbum Studiosorum," es va matricular com a estudiant a la universitat d'Utrecht i va presentar una tesi amb la qual va obtenir el grau del doctor en medicina d'aquesta universitat. El 15 de desembre de 1686, Havers va ser triat membre de la Royal society.

## Obres
- Havers C, Osteologia nova, or some new Observations of the Bones, and the Parts belonging to them, with the manner of their Accretion and Nutrition., 1691
- Havers C, A short Discourse concerning Concoction, in Philosophical Transactions of the Royal Society, 21/1699, S.233.